# Moarte

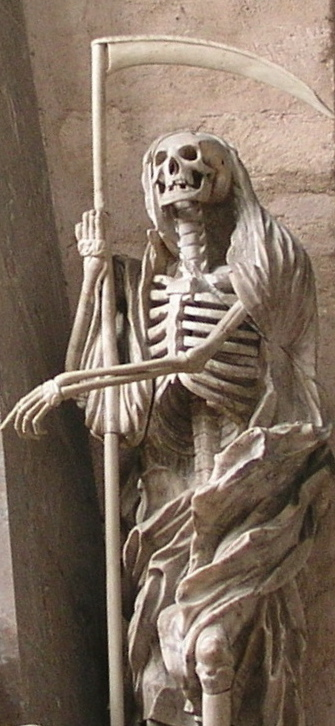
Moartea personificată ca un schelet uman îmbrăcat într-un giulgiu și ținând o coasă, Catedrala din Trier, Germania

Moartea este încetarea permanentă, ireversibilă, a tuturor funcțiilor biologice care susțin un organism viu. Moartea cerebrală este uneori folosită ca definiție legală a morții. Rămășițele unui organism încep în mod normal să se descompună la scurt timp după moarte. Moartea este un proces inevitabil, universal, care are loc în cele din urmă la toate organismele vii.
Moartea se aplică în general organismelor întregi; procesul similar observat în componentele individuale ale unui organism viu, cum ar fi celulele sau țesuturile, este necroza. Ceva care nu este considerat un organism viu, cum ar fi un virus, poate fi distrus fizic, dar nu se spune că a murit.
De la începutul secolului XXI, peste 150.000 de oameni mor în fiecare zi.
Multe culturi și religii au ideea unei vieți de apoi și a unei judecăți a faptelor bune și rele din viața cuiva (Rai, Iad, Karma).

## Diagnostic

Organizația Mondială a Sănătății a estimat numărul de decese pe milion de persoane în 2012
1.054–4.598
4.599–5.516
5.517–6.289
6.290–6.835
6.836–7.916
7.917–8.728
8.729–9.404
9.405–10.433
10.434–12.233
12.234–17.141

1.054–4.598
     4.599–5.516
     5.517–6.289
     6.290–6.835
     6.836–7.916
     7.917–8.728
     8.729–9.404
     9.405–10.433
     10.434–12.233
     12.234–17.141

### Definiție

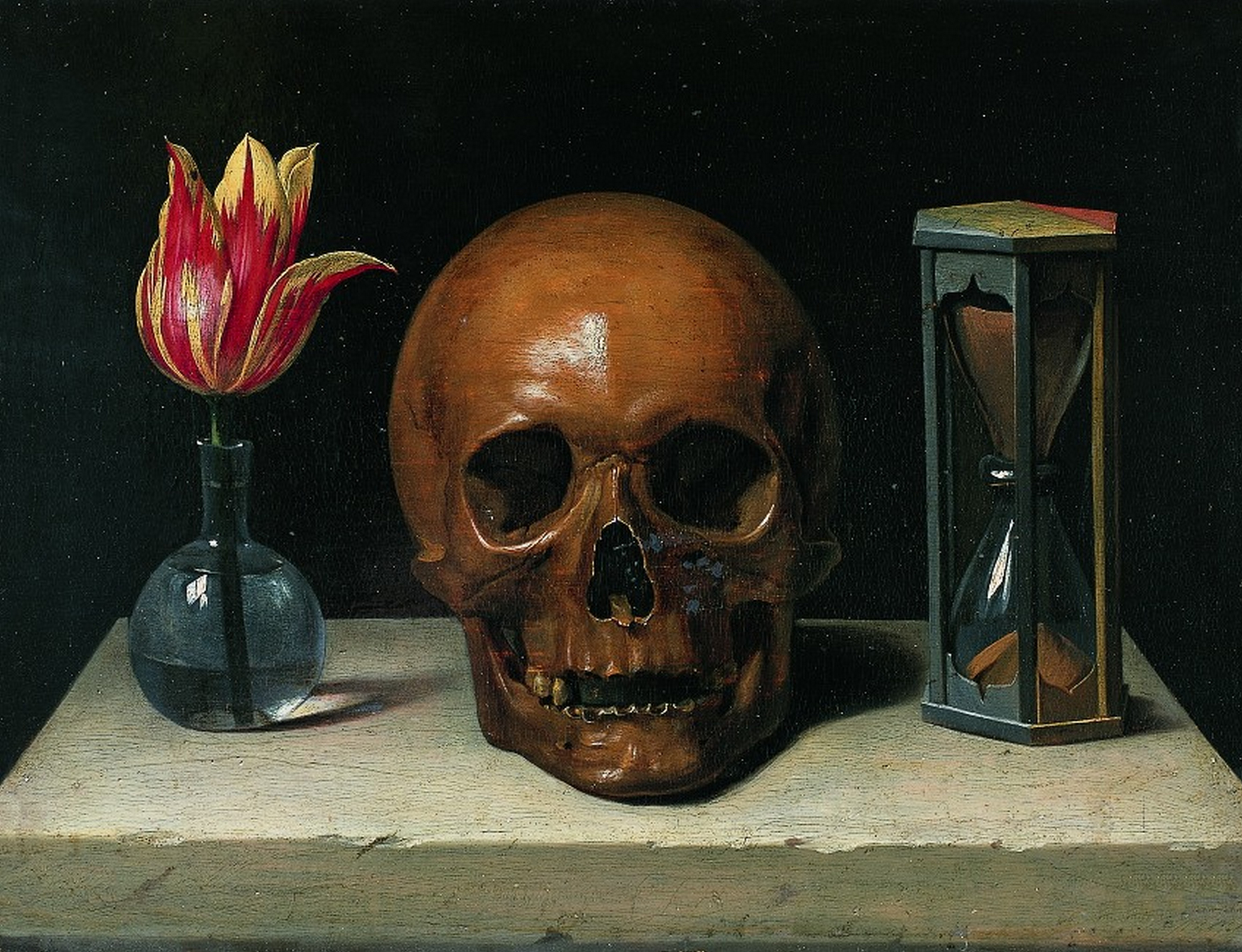
O floare, un craniu și o clepsidră reprezintă viața, moartea și timpul în această pictură din secolul al XVII-lea realizată de Philippe de Champaigne

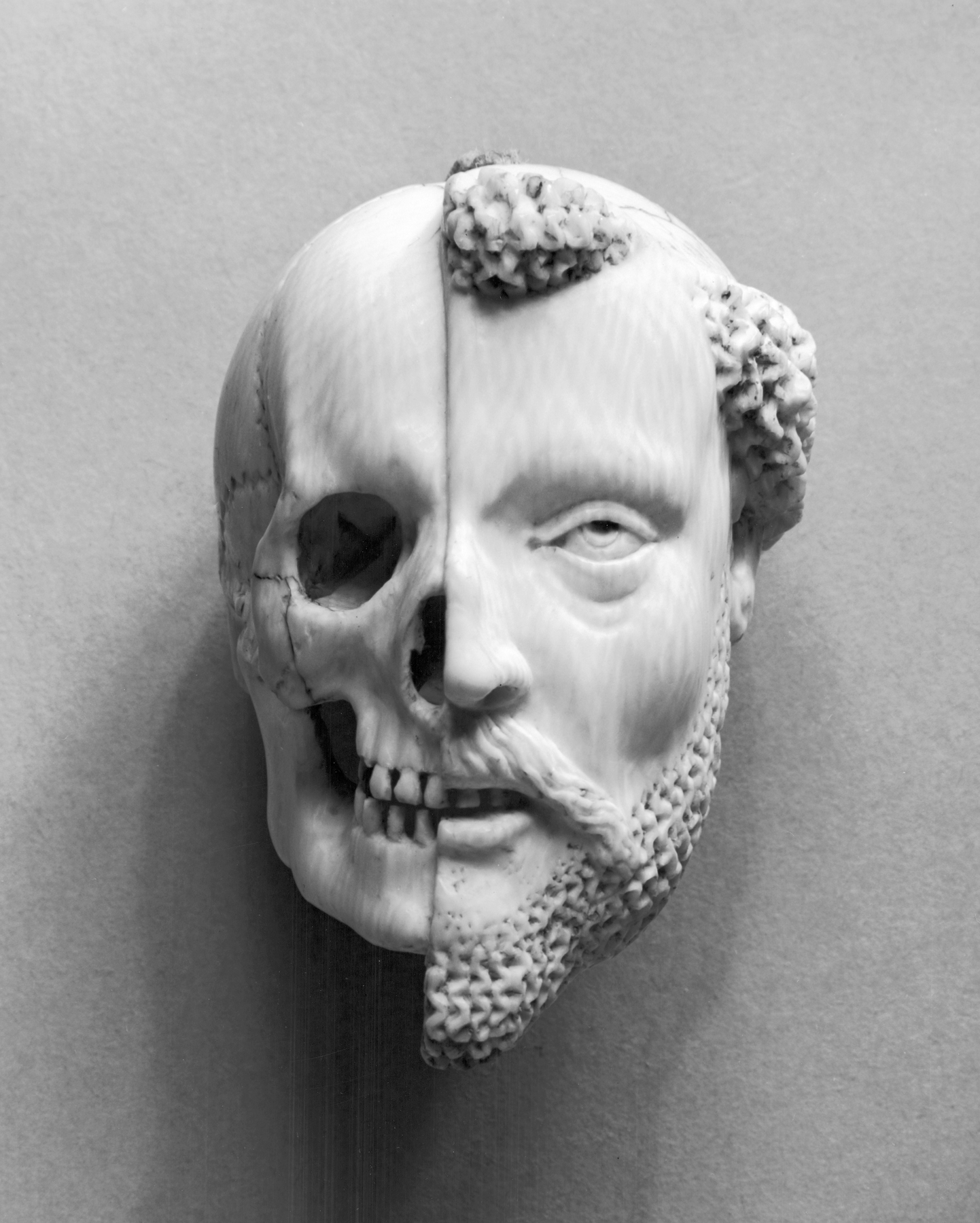
Pandantiv francez din fildeș din secolele XVI/XVII, „Călugărul și moartea”, amintind de mortalitate și de certitudinea morții. Muzeul de artă Walters

Una dintre provocările în definirea morții constă în a o deosebi de viață. Ca moment, moartea pare să se refere la momentul în care se termină viața. Determinarea momentului în care a avut loc moartea este dificilă, întrucât funcția de încetare a vieții nu este adesea simultană între sistemele de organe. O astfel de determinare necesită, așadar, trasarea unor limite conceptuale precise între viață și moarte. Acest lucru este dificil, din cauza faptului că există un consens mic cu privire la modul de definire a vieții.
Este posibil să definim viața în termeni de conștiență. Când conștiența încetează, se poate spune că un organism viu a murit. Unul dintre defectele acestei abordări este că există multe organisme care sunt vii, dar probabil nu sunt conștiente (de exemplu, organisme unicelulare). O altă problemă constă în definirea conștienței, care are multe definiții diferite date de oamenii de știință, psihologi și filosofi. În plus, multe tradiții religioase, inclusiv tradițiile abrahamice și darmice, susțin că moartea nu implică sfârșitul conștienței. În anumite culturi, moartea este mai mult un proces decât un singur eveniment. Aceasta implică o trecere lentă de la o stare spirituală la alta.
Moartea are loc atunci când o entitate vie experimentează încetarea ireversibilă a tuturor funcționărilor. În ceea ce privește viața umană, moartea este un proces ireversibil în care cineva își pierde existența ca persoană.
Din punct de vedere istoric, încercările de a defini momentul exact al morții unui om au fost subiective sau imprecise. Moartea a fost definită odată ca încetarea bătăilor inimii (stop cardiac) și a respirației, dar dezvoltarea resurcitării și defibrilarea promptă au făcut ca această definiție să fie inadecvată, deoarece respirația și bătăile inimii pot fi reluate uneori. Acest tip de deces în care are loc stop circulator și respirator este cunoscut sub numele de definiție circulatorie a morții. Susținătorii acesteia consideră că această definiție este rezonabilă, deoarece o persoană cu pierderea permanentă a funcției circulatorii și respiratorii ar trebui considerată moartă. Criticii acestei definiții afirmă că, deși încetarea acestor funcții poate fi permanentă, aceasta nu înseamnă că situația este ireversibilă, deoarece dacă s-ar aplica resurscitarea, persoana ar putea fi reînviată.
Astfel, argumentele pentru și împotriva definiției circulatorie a morții se rezumă la o chestiune de definire a cuvintelor „permanent” și „ireversibil”, ceea ce complică și mai mult încercarea definirii morții. Mai mult, evenimentele care au fost legate în mod cauzal de moarte în trecut nu mai ucid în toate circumstanțele; fără o inimă sau plămâni care funcționează, viața poate fi uneori susținută cu o combinație de dispozitive de susținere a vieții, transplanturi de organe și stimulatoare cardiace artificiale.
Astăzi, unde este necesară o definiție a momentului morții, medicii și medicii legisti apelează de obicei la „moarte cerebrală” sau „moarte biologică” pentru a defini o persoană ca fiind moartă; oamenii sunt considerați morți atunci când activitatea electrică din creierul lor încetează. Se presupune că un sfârșit al activității electrice indică sfârșitul conștienței. Suspendarea conștienței trebuie să fie permanentă și nu tranzitorie, așa cum se întâmplă în timpul anumitor etape de somn și, în special, în comă. În cazul somnului, EEG-urile pot face cu ușurință diferența.
Categoria „morții cerebrale” este văzută ca fiind problematică de unii cercetători. De exemplu, dr. Franklin Miller, membru senior al Departamentul de Bioetică, Institutul Național de Sănătate, notează: „Până la sfârșitul anilor 1990 ... ecuația morții cerebrale cu moartea ființei umane a fost din ce în ce mai contestată de către cercetători, pe dovezi privind funcționarea biologică afișată de pacienții diagnosticați corect ca având această afecțiune, care au fost menținuți pe ventilație mecanică pentru perioade substanțiale de timp. Acești pacienți au menținut capacitatea de a susține circulația și respirația, de a controla temperatura, de a excreta deșeurile, de a vindeca rănile, de a combate infecții și, cel mai dramatic, de a gesta fetuși (în cazul femeilor însărcinate)”.
În timp ce „moartea cerebrală” este văzută ca fiind problematică de unii cercetători, există cu siguranță susținători ai acesteia care cred că această definiție a morții este cea mai rezonabilă pentru a distinge viața de moarte. Raționamentul din spatele susținerii acestei definiții este că moartea creierului are un set de criterii care este fiabil și reproductibil. De asemenea, creierul este crucial în determinarea identității noastre sau a cine suntem ca ființe umane. Trebuie făcută distincția că „moartea cerebrală” nu poate fi echivalată cu cea care se află într-o stare vegetativă sau în comă, deoarece situația anterioară descrie o stare care este dincolo de recuperare.
Acei oameni care susțin că doar neocortexul creierului este necesar pentru conștiență, uneori susțin că numai activitatea electrică ar trebui luată în considerare atunci când se definește moartea. În cele din urmă, este posibil ca criteriul pentru moarte să fie pierderea permanentă și ireversibilă a funcției cognitive, dovada fiind moartea cortexului cerebral. Orice speranță de recuperare a gândirii și personalității umane a dispărut, dată fiind tehnologia medicală actuală și previzibilă. În prezent, în majoritatea locurilor a fost adoptată definiția mai conservatoare a morții – încetarea ireversibilă a activității electrice în întregul creier, nu doar în neocortex. 

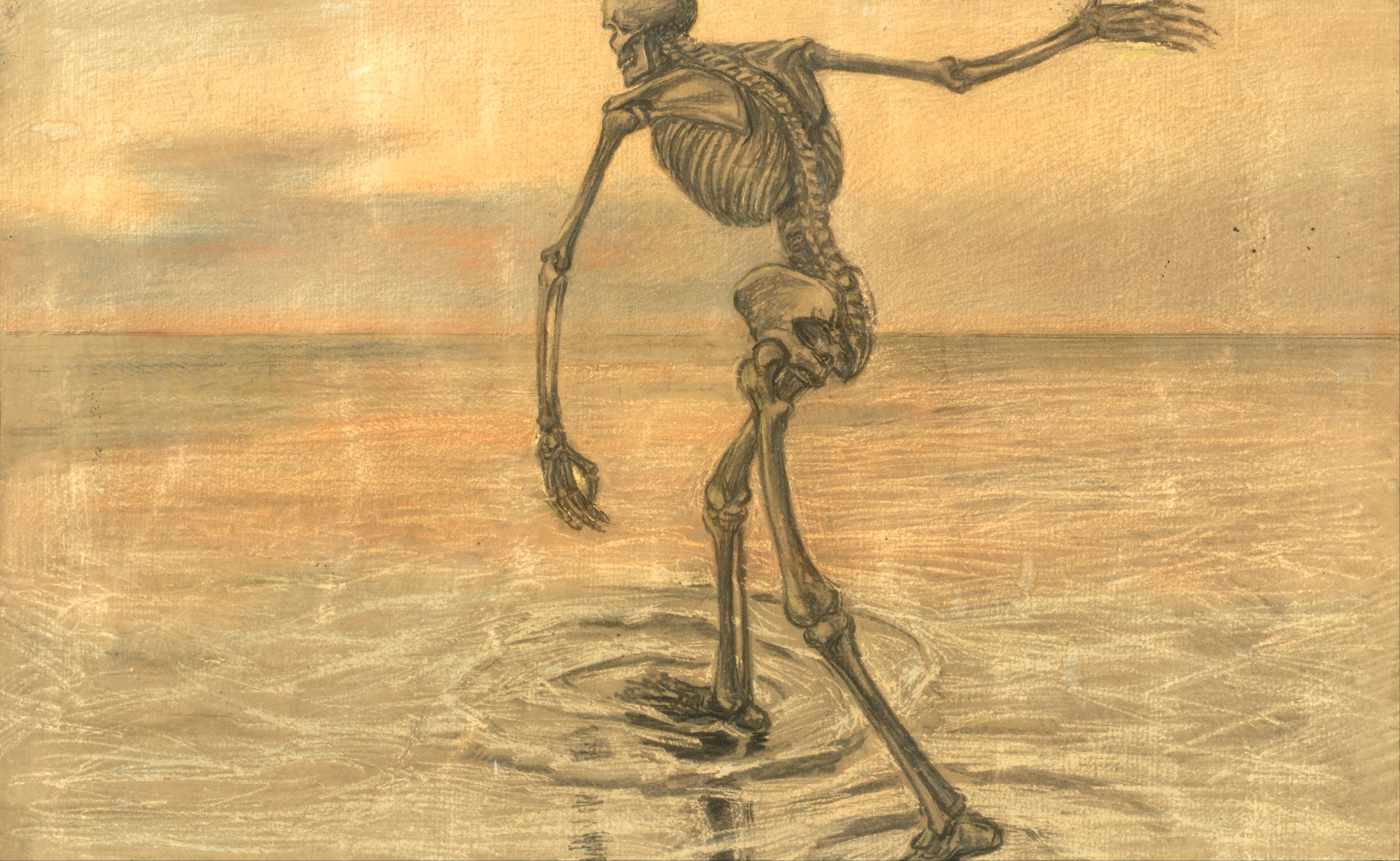
Moartea, lucrare grafică de Teodors Ūders (1914)

Chiar și după criteriile întregului creier, determinarea morții cerebrale poate fi complicată. EEG-urile pot detecta impulsuri electrice false, în timp ce anumite medicamente, hipoglicemia, hipoxia sau hipotermia pot suprima sau chiar opri activitatea creierului temporar. Din această cauză, spitalele au protocoale pentru determinarea morții cerebrale care implică EEG-uri la intervale separate, în condiții definite.
În afară de problema susținerii sau disputei împotriva morții cerebrale, există o altă problemă inerentă în această definiție categorică: variabilitatea aplicării sale în practica medicală. În 1995, Academia Americană de Neurologie (AAN), a stabilit un set de criterii care au devenit standardul medical pentru diagnosticarea morții neurologice. La acel moment, trebuiau satisfăcute trei caracteristici clinice pentru a determina „încetarea ireversibilă” a întregului creier, inclusiv: comă cu etiologie clară, încetarea respirației și lipsa reflexelor trunchiului cerebral. Acest set de criterii a fost apoi actualizat, cel mai recent în 2010, dar încă există discrepanțe substanțiale între spitale și specialități medicale.
Problema definirii decesului este imperativă atunci când ne referim la regula donatorului mort: trebuie să existe o declarație oficială de deces a unei persoane înainte de începerea procurării de organe sau procurarea de organe nu poate duce la moartea donatorului. O mare controversă a înconjurat definiția morții și a regulii donatorului mort. Susținătorii regulii consideră că regula este legitimă în protejarea donatorilor de organe și, în același timp, combate orice obiecție morală sau legală la procurarea de organe. Criticii, pe de altă parte, consideră că regula nu susține interesul superior al donatorilor și că regula nu promovează în mod eficient donarea de organe.

### Semne
Semnele morții sau indicațiile puternice că un animal cu sânge cald nu mai este viu sunt:
- Stop respirator (fără respirație)
- Stop cardiac (fără puls)
- Moarte cerebrală (fără activitate neuronală)

Etapele care urmează după moarte sunt:
- Pallor mortis, paloare care se întâmplă în 15-120 de minute după moarte.
- Algor mortis, reducerea temperaturii corpului după moarte. Acesta este, în general, un declin constant până la egalizarea temperaturii ambiante.
- Rigor mortis, membrele cadavrului devin rigide și dificil de mișcat sau manipulat.
- Livor mortis, o așezare a sângelui în partea inferioară a corpului.
- Putrefacție, semnele de început ale descompunerii.
- Descompunere, reducerea în forme mai simple de materie, însoțită de un miros puternic, neplăcut.
- Scheletizare, sfârșitul descompunerii, unde toate țesuturile moi s-au descompus, lăsând doar scheletul.
- Fosilizare, conservarea naturală a resturilor scheletice pe o perioadă foarte lungă de timp.

### Legal
Moartea unei persoane are consecințe juridice care pot varia între diferite jurisdicții. Un certificat de deces este emis în majoritatea jurisdicțiilor, fie de către un medic, fie de către un birou administrativ la prezentarea declarației de deces a medicului.

### Diagnostic greșit

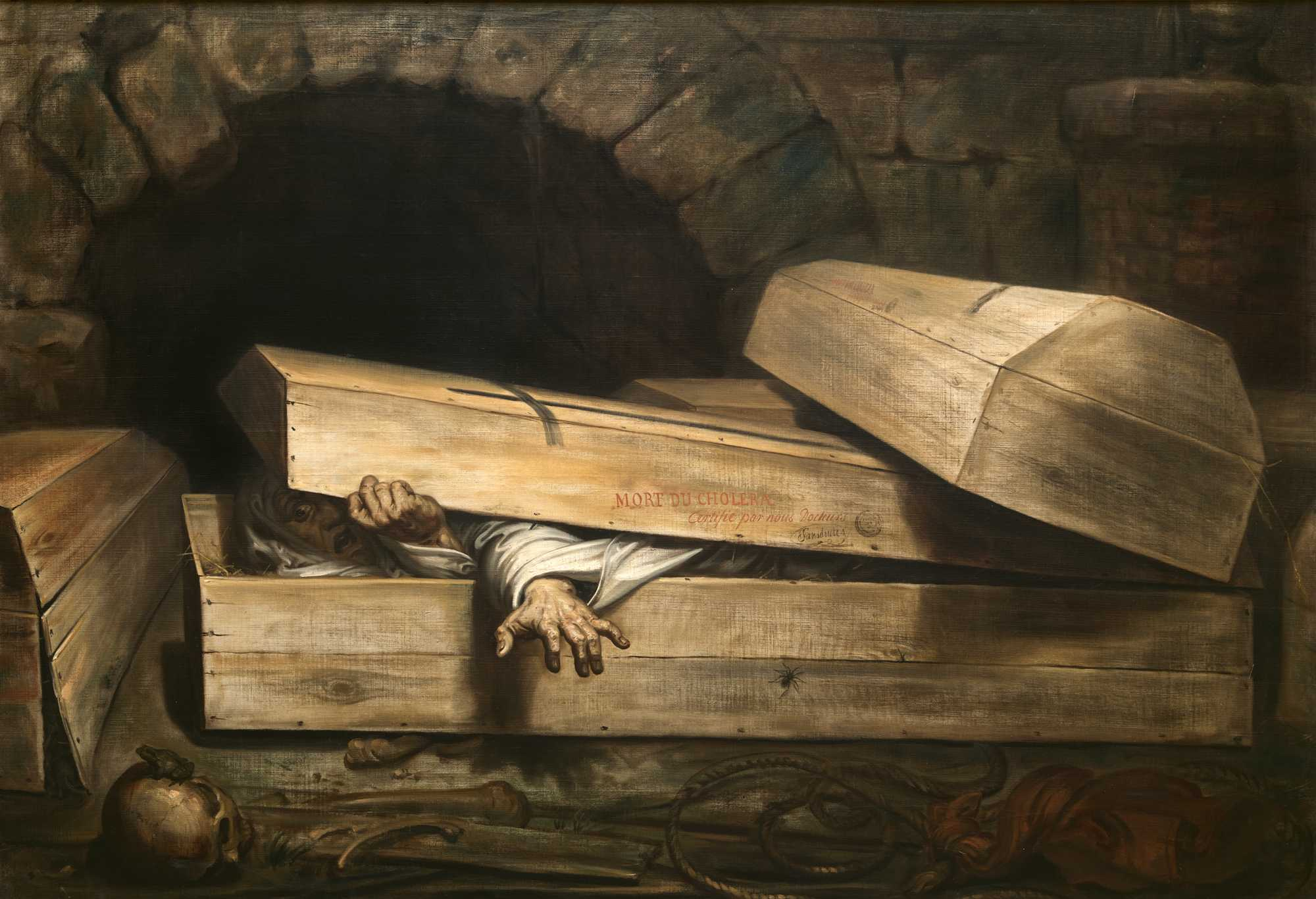
Pictura lui Antoine Wiertz despre un om îngropat viu

Există multe referințe anecdotice la faptul că oamenii sunt declarați morți de medici și apoi „revin la viață”, uneori câteva zile mai târziu în propriul lor sicriu, sau când sunt pe cale să înceapă procedurile de îmbălsămare. Începând cu mijlocul secolului al XVIII-lea a existat o creștere a fricii publicului de a fi îngropat de viu în mod eronat  și au fost multe dezbateri despre incertitudinea semnelor morții. Au fost făcute diverse sugestii pentru a testa semnele de viață înainte de înmormântare, variind de la turnarea oțetului și piperului în gura cadavrului până la biciuirea picioarelor cu vergele.  În 1895, medicul JC Ouseley susținea că până la 2.700 de persoane erau înmormântate prematur în fiecare an în Anglia și Țara Galilor, deși alții au estimat că cifra este mai aproape de 800.
În caz de șoc electric, resuscitarea cardiopulmonară timp de o oră sau mai mult poate permite nervilor  să se recupereze, permițând unei persoane aparent moarte să supraviețuiască. Persoanele găsite inconștiente sub apa înghețată pot supraviețui dacă fețele lor sunt păstrate continuu reci până ajung la o cameră de urgență.
Pe măsură ce tehnologiile medicale avansează, ideile despre momentul în care apare moartea ar trebui să fie reevaluate în lumina capacității de a readuce o persoană la vitalitate după perioade mai lungi de moarte aparentă (așa cum s-a întâmplat când resuscitarea și defibrilarea au arătat că încetarea bătăilor inimii este inadecvată ca indicator decisiv al morții). Lipsa activității electrice a creierului poate să nu fie suficientă pentru a considera pe cineva mort în mod științific. Prin urmare, conceptul de moarte informațional-teoretică a fost sugerat ca un mijloc mai bun de a defini când apare moartea adevărată, deși conceptul are puține aplicații practice în afara domeniului crionic.
Au existat câteva încercări științifice de a readuce la viață organismele moarte, dar cu succes limitat. În scenariile de science fiction în care o astfel de tehnologie este ușor disponibilă, moartea reală se distinge de moartea reversibilă.

## Cauze
Principala cauză de deces uman în țările în curs de dezvoltare este boala infecțioasă. Principalele cauze din țările dezvoltate sunt ateroscleroza (boli cardiovasculare și accident vascular cerebral), cancerul și alte boli legate de obezitate și îmbătrânire. Cu o marjă extrem de largă, cea mai mare cauză de deces din lumea dezvoltată este îmbătrânirea biologică, care duce la diverse complicații cunoscute sub numele de boli asociate îmbătrânirii. Aceste condiții provoacă pierderea homeostaziei, ducând la stop cardiac, provocând pierderea aportul de oxigen și nutrienți, provocând deteriorarea ireversibilă a creierului și a altor țesuturi. Din aproximativ 150.000 de oameni care mor în fiecare zi pe tot globul, aproximativ două treimi mor din cauze legate de vârstă. În țările industrializate, proporția este mult mai mare, apropiindu-se de 90%. Cu o capacitate medicală îmbunătățită, moartea a devenit o condiție care trebuie gestionată. Decesele la domiciliu, cândva obișnuite, sunt acum rare în lumea dezvoltată.

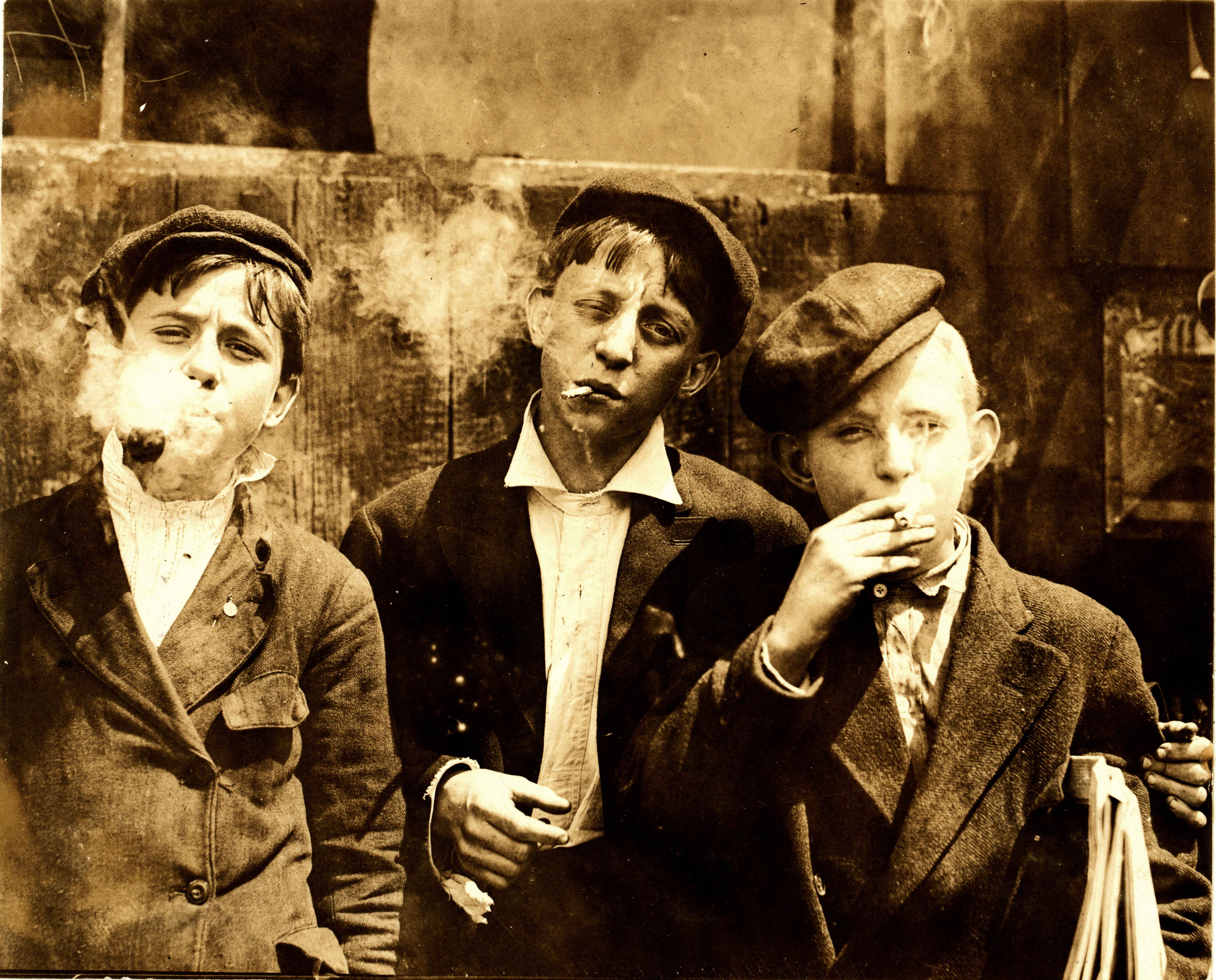
Copii americani care fumează, 1910. Fumatul de tutun a cauzat aproximativ 100 de milioane de decese în secolul al XX-lea.

În țările în curs de dezvoltare, condițiile sanitare inferioare și lipsa accesului la tehnologia medicală modernă fac ca decesul din cauza bolilor infecțioase să fie mai frecvent decât în țările dezvoltate. O astfel de boală este tuberculoza, o boală bacteriană care a ucis 1,8 milioane de oameni în 2015. Malaria provoacă aproximativ 400-900 milioane de cazuri de febră și 1-3 milioane de decese anual. Numărul deceselor cauzate de SIDA în Africa ar putea ajunge la 90-100 milioane până în 2025. 
Potrivit lui Jean Ziegler (Reporterul Special al Națiunilor Unite privind dreptul la hrană, 2000 - martie 2008), mortalitatea cauzată de malnutriție a reprezentat 58% din rata totală a mortalității în 2006. Ziegler spune că în întreaga lume aproximativ 62 milioane de oameni au murit din toate cauzele și din aceste decese mai mult de 36 de milioane au murit de foame sau boli din cauza deficiențelor în micronutrienți.
Fumatul de tutun a ucis 100 de milioane de oameni în întreaga lume în secolul XX și ar putea ucide 1 miliard de oameni din întreaga lume în secolul XXI, avertizează un raport al Organizației Mondiale a Sănătății.
Multe dintre principalele cauze de deces ale lumii dezvoltate pot fi amânate prin dietă și activitate fizică, dar incidența accelerată a bolilor odată cu vârsta impune încă limite longevității umane. Cauza evolutivă a îmbătrânirii abia începe, în cel mai bun caz, să fie înțeleasă. S-a sugerat că intervenția directă în procesul de îmbătrânire poate fi acum cea mai eficientă intervenție împotriva cauzelor majore de deces.

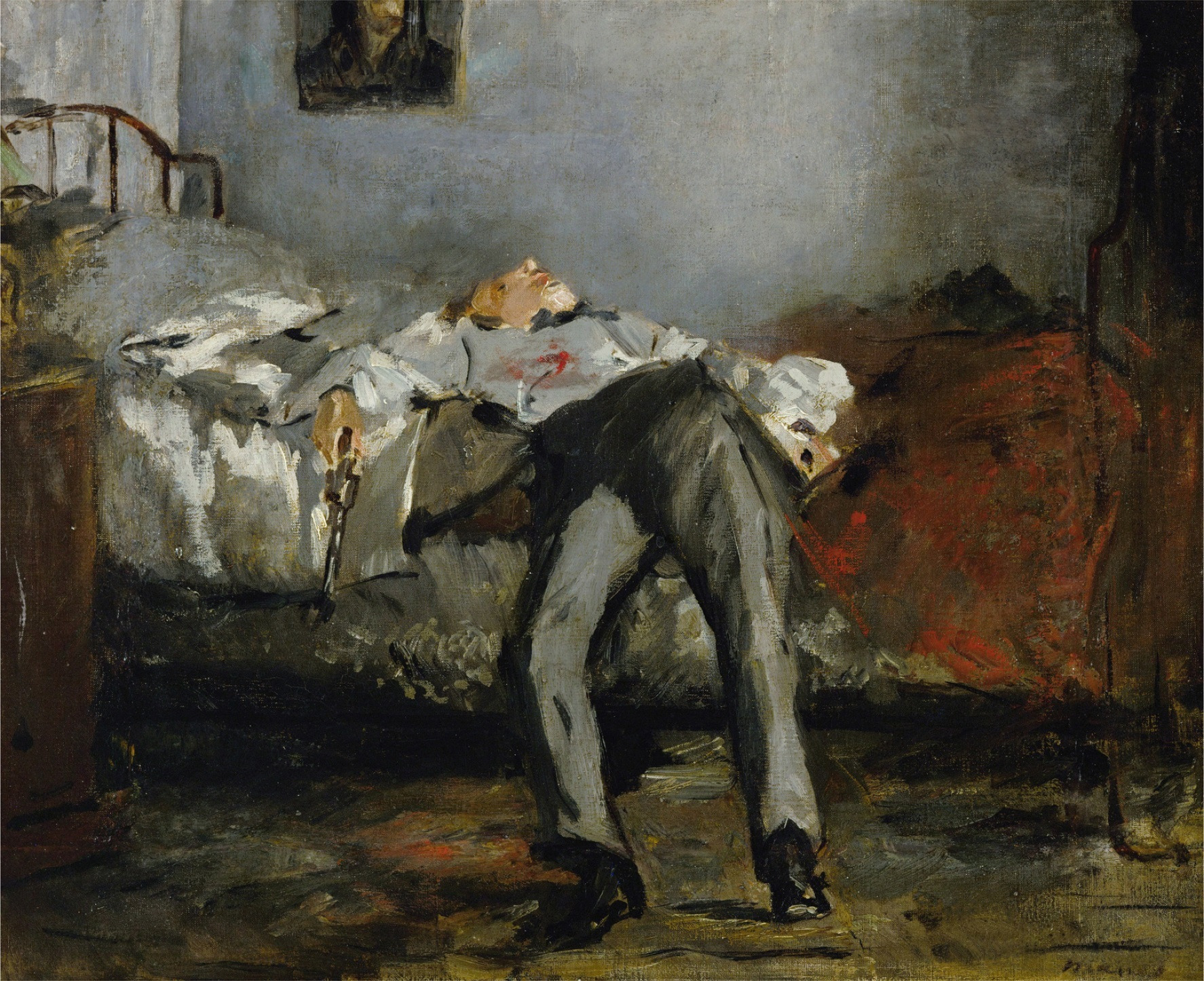
Le Suicidé de Édouard Manet înfățișează un bărbat care s-a sinucis recent printr-o armă de foc

Biochimistul Hans Selye a propus o abordare unificată nespecifică a multor cauze de deces. El a demonstrat că stresul scade adaptabilitatea unui organism și a propus descrierea adaptabilitatea ca o resursă specială, energia de adaptare. Animalul moare când această resursă este epuizată. Selye a presupus că adaptabilitatea este o sursă finită, prezentă la naștere. Mai târziu, Goldstone a propus conceptul unei producții sau venituri de energie de adaptare care poate fi stocată (până la o limită), ca rezervă capitală de adaptare.  În lucrările recente, energia de adaptare este considerată ca o coordonată internă pe „calea dominantă” în modelul de adaptare. Se demonstrează că oscilațiile bunăstării apar atunci când rezerva de adaptabilitate este aproape epuizată.
În 2012, sinuciderea a depășit accidentele auto ca principală cauză a deceselor provocate prin rănire în Statele Unite, urmată de otrăvire, căzături și crimă. Cauzele morții sunt diferite în diferite părți ale lumii. În țările cu venituri mari și cu venituri medii, aproape jumătate până la mai mult de două treimi din totalul oamenilor trăiesc peste vârsta de 70 de ani și mor în mod predominant de boli cronice. În țările cu venituri mici, unde mai puțin de una din cinci persoane ajunge la vârsta de 70 de ani și mai mult de o treime din toate decesele sunt în rândul copiilor sub 15 ani, oamenii mor în mod predominant de boli infecțioase.

### Autopsie

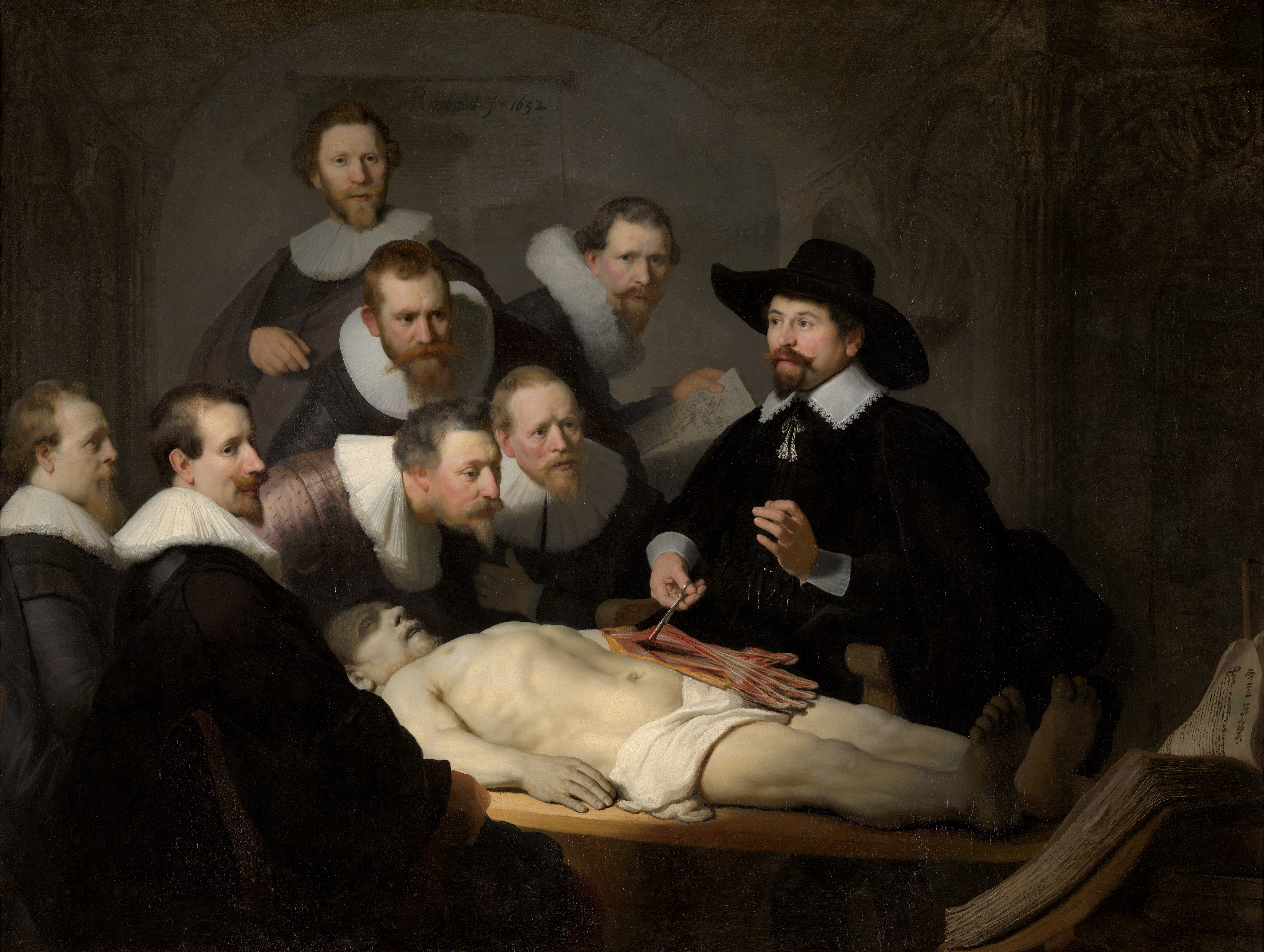
O autopsie este descrisă în Lecția de anatomie a doctorului Nicolaes Tulp, de Rembrandt

O autopsie, de asemenea, cunoscută ca o postmortem examination sau o obduction, este o procedură medicală care constă într-o temeinică examinare a unui cadavru uman pentru a determina cauza morții și modul în care a murit o persoană și de a evalua orice boală sau rănire care pot fi prezente. Acesta este, de obicei, efectuată de către un grup specializat de medici numiți patologi.
Autopsiile sunt efectuate fie în scopuri legale, fie în scopuri medicale. O autopsie criminalistică se efectuează atunci când cauza decesului poate fi o chestiune penală, în timp ce o autopsie clinică sau academică se efectuează pentru a găsi cauza medicală a decesului și este utilizată în cazuri de deces necunoscut sau incert sau în scopuri de cercetare. Autopsiile pot fi clasificate în continuare în cazurile în care este suficientă examinarea externă și în cele în care corpul este disecat și se efectuează o examinare internă. În unele cazuri, poate fi necesară permisiunea de la rudele apropiate pentru autopsia internă. Odată ce autopsia internă este completă, corpul este în general reconstituit prin coaserea lui la loc. Autopsia este importantă într-un mediu medical și poate face lumină asupra greșelilor și poate ajuta la îmbunătățirea practicilor.
O necropsie, care nu este întotdeauna o procedură medicală, a fost un termen folosit anterior pentru a descrie o examinare post-mortem nereglementată. În timpurile moderne, acest termen este mai frecvent asociat cu cadavrele animalelor.

## Senescență
Senescența se referă la un scenariu în care o ființă vie este capabilă să supraviețuiască tuturor calamităților, dar în cele din urmă moare din cauze legate de bătrânețe. Celulele animale și vegetale se reproduc și funcționează în mod normal pe întreaga perioadă a existenței naturale, dar procesul de îmbătrânire derivă din deteriorarea activității celulare și ruinarea funcționării regulate. Aptitudinea celulelor pentru deteriorarea și mortalitatea treptată înseamnă că celulele sunt condamnate în mod natural la pierderea stabilă și pe termen lung a capacităților de trai, chiar în ciuda reacțiilor metabolice continue și a viabilității. În Regatul Unit, de exemplu, nouă din zece din toate decesele care apar zilnic se referă la senescență, în timp ce în întreaga lume reprezintă două treimi din 150.000 de decese care au loc zilnic (Hayflick & Moody, 2003) .

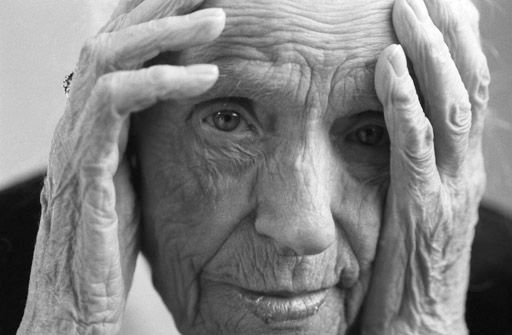
Din punct de vedere biologic, îmbătrânirea rezultă din impactul acumulării unei game largi de daune moleculare și celulare în timp.

Aproape toate animalele care supraviețuiesc pericolelor externe ale funcționării lor biologice mor în cele din urmă din cauza îmbătrânirii biologice, cunoscută în științele vieții drept „senescență”. Unele organisme experimentează o senescență neglijabilă, manifestând chiar nemurire biologică. Printre acestea se numără meduzele Turritopsis dohrnii, hidra și planaria.  Cauzele nenaturale ale morții includ sinuciderea și prădarea. Din toate cauzele, aproximativ 150.000 de oameni mor în toată lumea în fiecare zi. Dintre acestea, două treimi mor direct sau indirect din cauza senescenței, dar în țările industrializate rata se apropie de 90% (adică, aproape nouă din zece decese sunt legate de senescență).
Moartea fiziologică este acum văzută ca un proces, mai mult decât un eveniment: condițiile considerate odată indicative ale morții sunt acum reversibile. În cazul în care în acest proces se trasează o linie de separare între viață și moarte depinde de factori dincolo de prezența sau absența semnelor vitale. În general, moartea clinică nu este nici necesară, nici suficientă pentru determinarea morții legale. Un pacient cu inima și plămânii care funcționează, însă cu un creier mort, poate fi declarat legal mort fără să se producă moartea clinică. Odată cu acumularea cunoștințelor științifice și avansul medicinii, formularea unei definiții medicale precise a morții devine mai dificilă.

## Societate și cultură

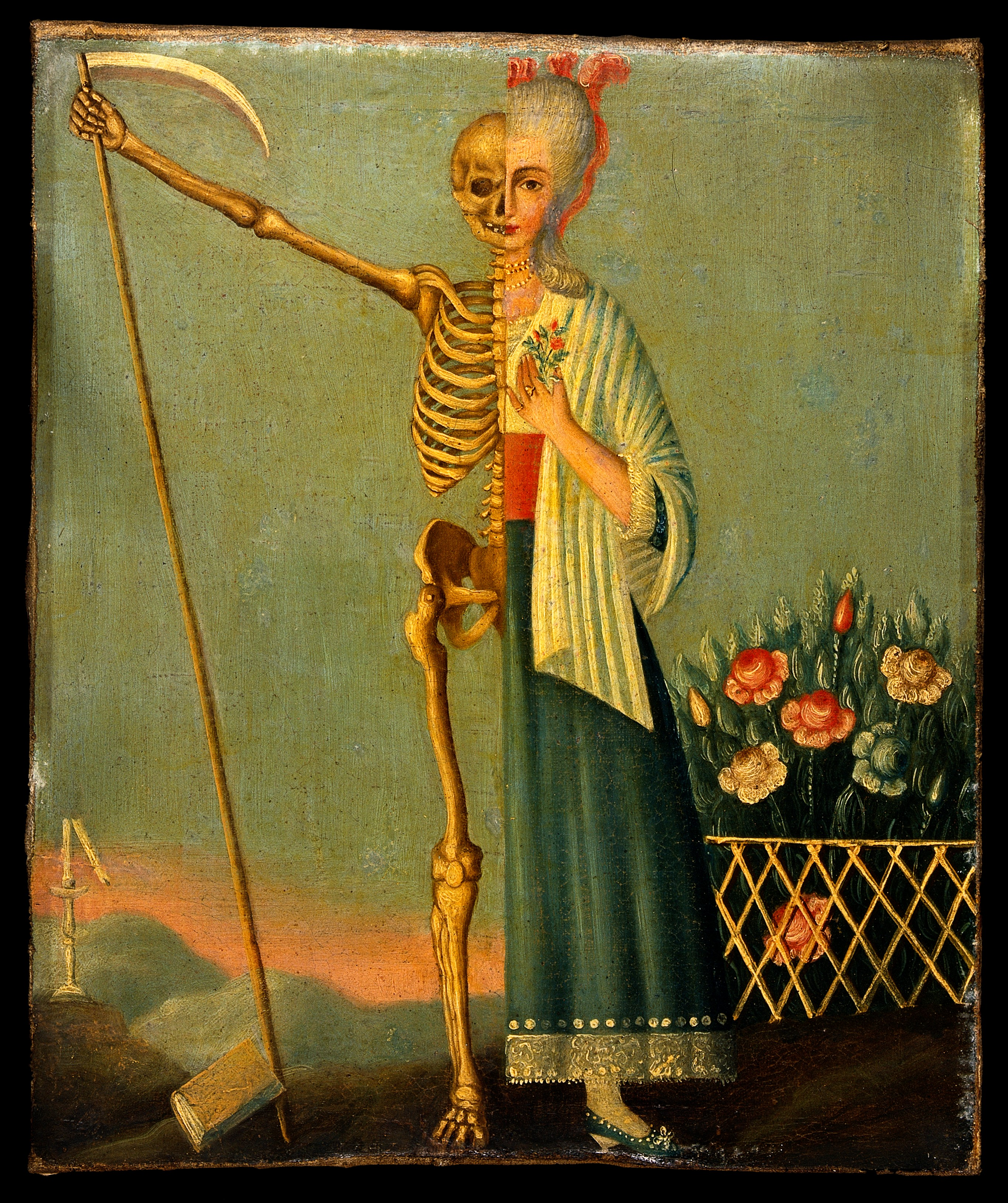
Moarte și viață, pictură în ulei.

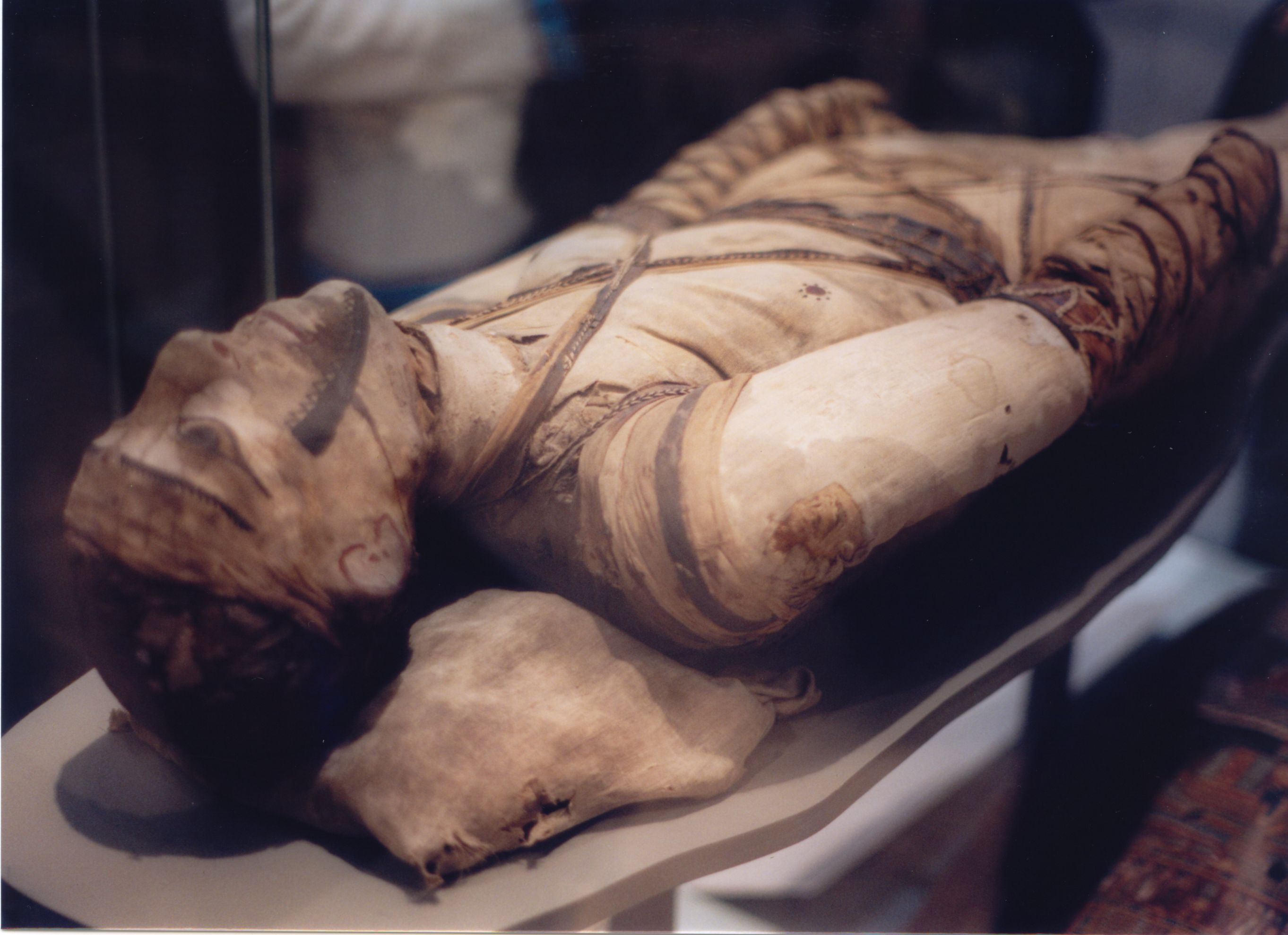
Mumie din Egiptul Antic la British Museum

În societate, natura morții și conștientizarea umanității cu privire la propria sa mortalitate au fost, timp de milenii, o preocupare a tradițiilor religioase ale lumii și a cercetării filosofice. Aceasta include credința în resurecție sau într-o viață de apoi (asociată cu religiile abrahamice), reîncarnarea sau renașterea (asociată cu religiile dharmice), sau că conștiența încetează să mai existe, cunoscută sub numele de uitare eternă (asociată cu umanismul secular).
Ceremoniile de comemorare după moarte pot include diverse practici de doliu, practici funerare și ritualuri pentru cinstirea decedatului. Rămășițele fizice ale unei persoane, cunoscute sub numele de cadavru, sunt de obicei îngropate întregi sau incinerate, deși printre culturile lumii există o varietate de alte metode de eliminare mortuară. Binecuvântările îndreptate către o persoană moartă includ odihnește-te în pace (vine din latinescul requiescat in pace), sau inițialele sale RIP.
Moartea este centrul multor tradiții; obiceiurile legate de moarte sunt o caracteristică a fiecărei culturi din întreaga lume. O mare parte din aceasta se învârte în jurul îngrijirii morților, precum și a vieții de apoi și a eliminării corpurilor la începutul morții. Eliminarea cadavrelor umane începe, de obicei, cu ultima slujbă și se termină cu îngroparea sau incinerarea. Totuși aceasta nu este o practică unificată; în Tibet, de exemplu, corpului i se oferă un mormânt în cer și este lăsat pe vârful unui munte. Pregătirea adecvată pentru moarte și tehnicile și ceremoniile pentru a produce capacitatea de a transfera realizările spirituale ale unui alt corp (reîncarnare) sunt subiecte de studiu detaliat în Tibet. Mumificarea sau îmbălsămarea sunt, de asemenea, răspândite în unele culturi, pentru a întârzia descompunerea.
Aspectele legale ale morții fac parte, de asemenea, din multe culturi, în special soluționarea moștenirii decedatului și, în unele țări, impozitul pe moștenire.

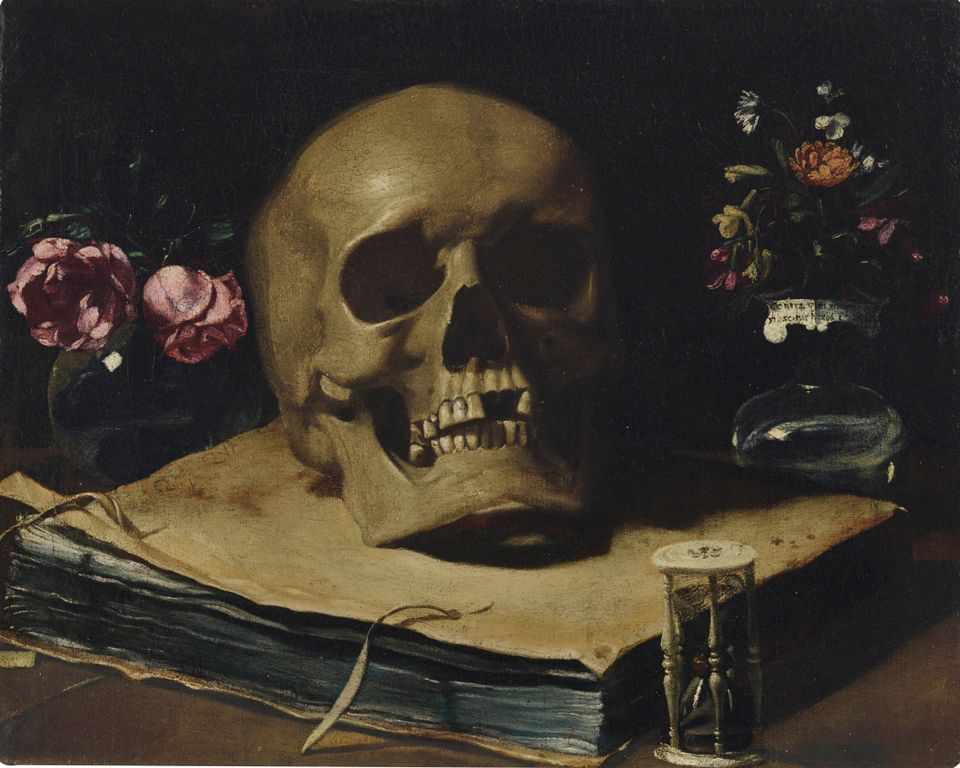
Craniul uman este un simbol universal al morții.

Pedeapsa capitală este, de asemenea, un aspect cultural diviziv al morții. În majoritatea jurisdicțiilor în care se aplică pedeapsa capitală astăzi, pedeapsa cu moartea este rezervată crimelor premeditate, spionajului, trădării sau ca parte a justiției militare. În unele țări, infracțiunile sexuale, cum ar fi adulterul și sodomia, sunt supuse pedepsei cu moartea, la fel și infracțiunile religioase, cum ar fi apostazia. În multe țări retenționiste, traficul de droguri este, de asemenea, o infracțiune capitală. În China, traficul de persoane și cazurile grave de corupție sunt pedepsite și cu pedeapsa cu moartea. În armatele din întreaga lume, instanțele marțiale au impus condamnări la moarte pentru infracțiuni precum lașitate, dezertare, insubordonare și revoltă.
Moartea în război și atacul sinucigaș au, de asemenea, legături culturale, iar ideile despre dulce et decorum est pro patria mori, revolta pedepsită cu moartea, rudele îndurerate ale soldaților morți și notificarea morții sunt încorporate în multe culturi. Recent, în lumea occidentală, odată cu creșterea terorismului, a atentatelor sinucigașe, misiunilor kamikaze din Al Doilea Război Mondial și misiunilor sinucigașe într-o serie de alte conflicte din istorie, moartea pentru o cauză prin atacul sinucigaș și martiriul au avut impacturi culturale semnificative.

Totul este deșertăciune de Charles Allan Gilbert este un exemplu de memento mori, menit să reprezinte modul în care viața și moartea se împletesc. Printr-o iluzie optică, pictura descrie ceea ce pare a fi un craniu mare care rânjește. La o examinare mai atentă, se dovedește a fi o femeie tânără, uitându-se la reflecția ei în oglindă.

Sinuciderea în general, și în special eutanasierea, sunt, de asemenea, puncte de dezbatere culturală. Ambele acte sunt înțelese foarte diferit în diferite culturi. În Japonia, de exemplu, încheierea unei vieți cu onoare prin seppuku a fost considerată o moarte de dorit, în timp ce, conform culturilor tradiționale creștine și islamice, sinuciderea este privită ca un păcat.
A vorbi despre moarte și a asista la aceasta este o problemă dificilă pentru majoritatea culturilor. Societățile occidentale îi tratează pe cei morți cu un imbalsamator oficial și cu rituri asociate. Societățile estice (precum India) sunt mai deschise în acceptarea morții ca un fapt împlinit, cu o procesiune funerară a trupului mort care se termină printr-o ardere în aer liber până când corpul ajunge cenușă.

### Sacrificiu
Sacrificiul include practica de a oferi viața animalelor sau a oamenilor zeilor, ca un act de ispășire sau închinare. Practica sacrificiului se găsește în cele mai vechi înregistrări umane, iar arheologii au găsit cadavre, atât animale cât și umane, care prezintă semne de sacrificiu și care au o vechime foarte mare. Sacrificiul uman a fost practicat în multe culturi antice. Practica a variat între diferite civilizații, aztecii fiind renumiți pentru uciderile lor rituale. Victimele, de la prizonieri la sugari și fecioare au fost ucise pentru a-i mulțumi pe zeii, suferind destine precum arderea, decapitarea și îngroparea de viu.
Jertfa animalelor este uciderea rituală a unui animal, practicată de multe religii, ca mijloc de a potoli un zeu sau o ființă spirituală, de a schimba cursul naturii sau de a ghici viitorul. Jertfa de animale a avut loc în aproape toate culturile, de la evrei la greci și romani sau la poporul yoruba. De-a lungul timpului, sacrificiile umane și animale au devenit mai puțin frecvente în lume, astfel încât sacrificiile moderne din Occident sunt rare. În societatea islamică, practica sacrificiului animalelor este încă obișnuită, în special în timpul festivalului Eid al-Adha.  Musulmanii bogați care își permit acest lucru își sacrifică cel mai bune animale domestice (de obicei o vacă, dar poate fi și cămilă, capră, oaie sau berbec, în funcție de regiune) ca simbol al disponibilității lui Avraam de a-și sacrifica singurul fiu. Animalele sacrificate trebuie să îndeplinească anumite standarde de vârstă și calitate sau altfel animalul este considerat un sacrificiu inacceptabil.  Numai în Pakistan, aproape 10 milioane de animale sunt sacrificate în zilele Eid, costând peste 3 miliarde de dolari americani. Majoritatea religiilor condamnă practicarea sacrificiilor umane și legile actuale le tratează în general ca pe o chestiune penală. 

### Filosofie, religie și mitologie

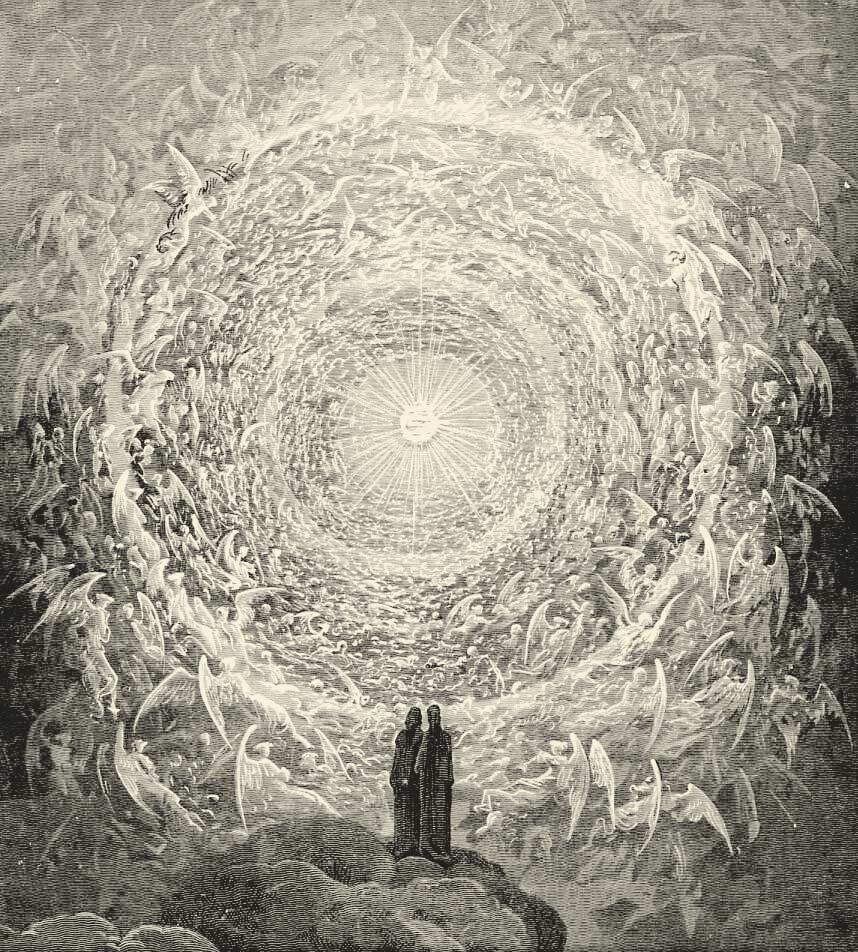
Dante și Beatrice privesc spre cerurile cele mai înalte; ilustrație Divina Comedie.

Potrivit lui Phaidon al lui Platon, moartea este separarea sufletului de trup. Eliberat în cele din urmă de închisoarea sa trupească, Sufletul nemuritor se poate alătura liber cerului Ideilor, Eternității. Potrivit lui Epicur, moartea nu este nimic: „Moartea ... cea mai groaznică dintre rele, nu este nimic pentru noi, văzând că, atunci când suntem, moartea nu a venit și, când a venit moartea, nu suntem”. (Scrisoare către Menoeceu)
Pentru Martin Heidegger moartea nu este doar momentul final al vieții, ci elementul constitutiv al vieții în sine: omul se găsește „aruncat în lume” cu un destin final deja marcat de care este conștient. O viață autentică necesită acceptarea angoasei de a trăi.
Credința într-o formă de viață de apoi este un aspect important al credințelor multor oameni. De exemplu, un aspect al hinduismului presupune credința într-un ciclu continuu de naștere, viață, moarte și renaștere (Samsara) și eliberarea din ciclu (Moksha). Întoarcerea eternă este un concept non-religios care propune un univers ciclic infinit, care se referă la subiectul vieții de apoi și la natura conștiinței și timpului. Deși au fost avansate diferite dovezi în încercările de a demonstra realitatea unei vieți de apoi, aceste afirmații nu au fost niciodată validate. Din acest motiv, existența materială sau metafizică a unei vieți de apoi este considerată de mulți ca o chestiune în afara sferei științei.

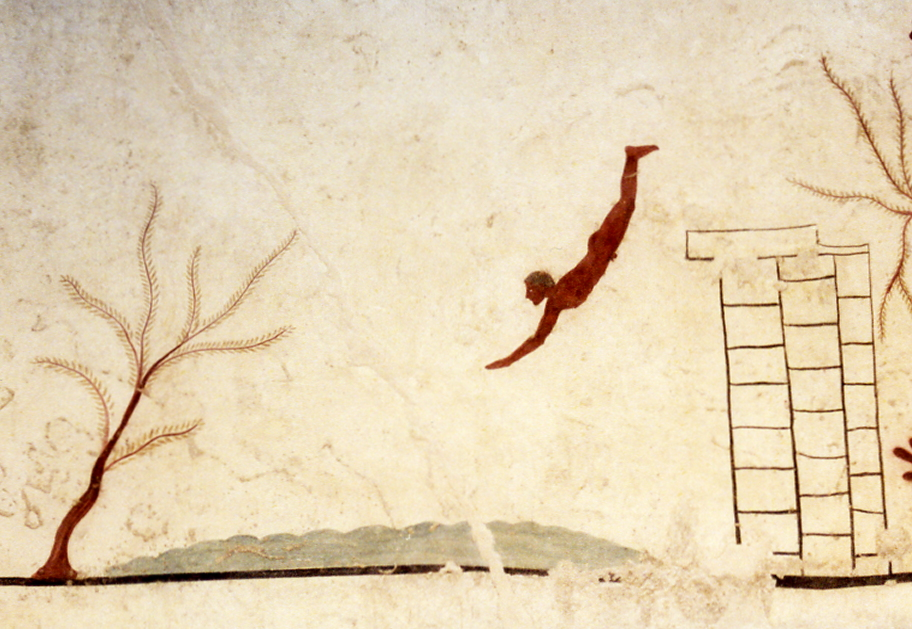
Scafandrul din Paestum (480-470 î.Hr.). Exemplu de spiritualitate antică târzie pe tema morții în reprezentarea mormântului scafandrului care, sărind din pulai, coloanele mitice ale lui Hercule, limită simbolică a cunoașterii umane, se aruncă în marea morții pentru un tranzit către o lume a cunoașterii alta decât cea pământească

Multe culturi au încorporat un zeu al morții în mitologia sau religia lor. Deoarece moartea, împreună cu nașterea, se numără printre părțile majore ale vieții umane, zeitățile care reprezintă aceste evenimente sau pasaje pot fi adesea cele mai importante zeități ale unei religii. În unele religii cu o singură zeitate puternică ca obiect de închinare, zeitatea morții este o zeitate antagonică împotriva căreia se luptă zeitatea primară. În religiile sau mitologiile politeiste, este obișnuit să existe o zeitate căreia i se atribuie funcția de a guverna moartea. Includerea unei astfel de zeități „departamentale” a morții în panteonul unei religii nu este neapărat aceeași cu glorificarea morții. În teologia religiilor monoteiste, singurul zeu guvernează atât viața, cât și moartea. Cu toate acestea, în practică există multe ritualuri și tradiții diferite pentru recunoașterea morții, care variază în funcție de o serie de factori, inclusiv geografie, politică, tradiții și influența altor religii.
În doctrina și practica budistă, moartea joacă un rol important. Conștientizarea morții a fost ceea ce l-a motivat pe prințul Siddhartha să se străduiască să-i găsească pe cei „fără moarte” și, în cele din urmă, să atingă iluminarea. În doctrina budistă, moartea funcționează ca un memento al valorii de a fi născut ca ființă umană. A renaște ca ființă umană este considerată singura stare în care se poate ajunge la iluminare. Credința în renaștere în rândul budiștilor nu elimină neapărat anxietatea de moarte, întrucât toată existența din ciclul renașterii este considerată plină de suferință și renașterea de multe ori nu înseamnă neapărat că se progresează.
Majoritatea creștinilor cred că moartea este separarea sufletului de trup. Starea de separare a sufletului și a corpului este ceva nefiresc, deoarece omul este unul. Învierea este refacerea acestei stări. Creștinismul respinge categoric reîncarnarea.
Există divinități în toate mitologiile care întruchipează Moartea sau aspecte ale ei:
- Anubis (Egipt)
- Anput (Egipt)
- Shezmu (Egipt)
- Osiris (Egipt)
- Ammit (Egipt)
- Azrael (îngerul morții în iudaism)
- Thanatos (mitologia greacă)
- Hel (mitologia nordică)
- Izanami (Șintoism)
- Mictlantecuhtli (mitologie aztecă)
- Morrigan (mitologie celtică)
- Orcus (mitologia romană)
- Odin (Scandinavia)
- Hades (mitologia greacă)
- Persefona (mitologia greacă)
- Shemal (Semiți)
- Shinigami (Japonia)
- Sielulintu (Finlanda)
- Yama (Hinduism)
- Yanluowang (China)

## În biologie

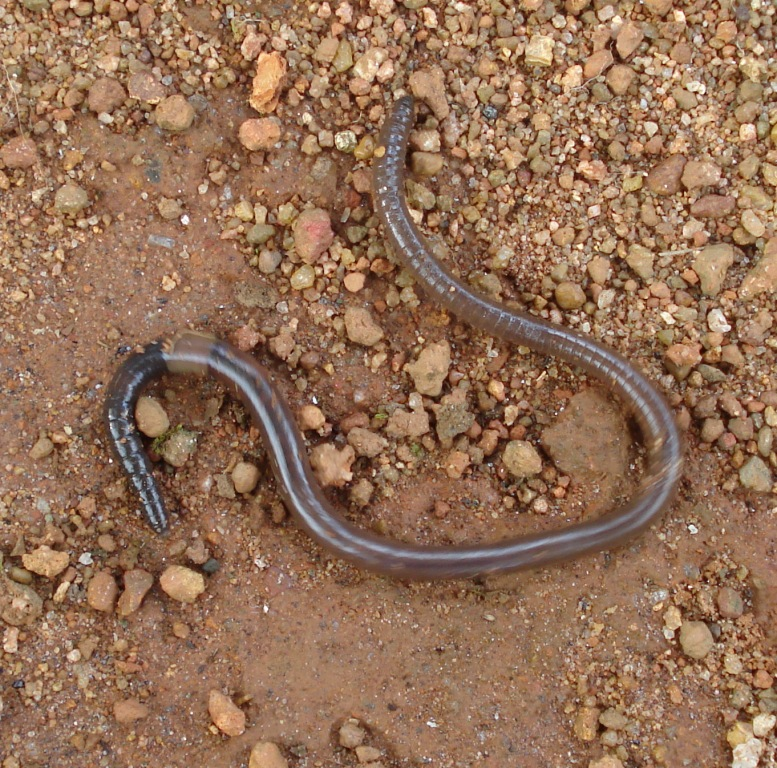
Râmele sunt detritivori care locuiesc în sol.

După moarte, rămășițele unui organism devin parte a ciclului biogeochimic, în timpul căruia animalele pot fi consumate de un prădător sau de un necrofag. Materialul organic poate fi apoi descompus în continuare de detritivori, organisme care reciclează detritusul, returnându-l în mediu pentru a fi reutilizat în lanțul alimentar, unde aceste substanțe chimice pot ajunge în cele din urmă să fie consumate și asimilate în celulele unui organism viu. Exemplele de detritivori includ: râme, păduchi de pădure și gândaci de bălegar.
Microorganismele joacă, de asemenea, un rol vital, crescând temperatura materiei în descompunere pe măsură ce o descompun în molecule mai simple. Nu toate materialele trebuie să fie complet descompuse. Un exemplu este cărbunele, un combustibil fosil format pe întinderi întinse în ecosisteme de mlaștină.

### Selecție naturală
Gândirea evoluționistă contemporană vede moartea ca pe o parte importantă a procesului de selecție naturală. Se consideră că organismele mai puțin adaptate mediului lor sunt mai susceptibile să moară după ce au produs mai puțini descendenți, reducându-și astfel contribuția la fondul de gene. Îm acest mod, genele lor sunt, în cele din urmă, eliminate dintr-o populație, ducând în cel mai rău caz la extincție și, în cel mai bun caz făcând posibil procesul numit speciație. 
Frecvența reproducerii joacă un rol la fel de important în determinarea supraviețuirii speciilor: un organism care moare tânăr, dar care lasă numeroși descendenți, potrivit criteriilor darwiniste, are o condiție fizică mult mai mare decât un organism de lungă durată care lasă un singur descendent.

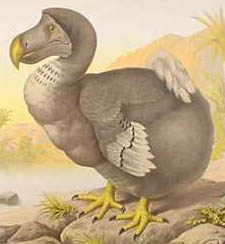
Pasărea dodo care a devenit un cuvânt cheie în limba engleză pentru extincția unei specii

### Extincție
Extincția este dispariția tuturor membrilor unei specii sau a unui grup de taxoni, reducând astfel biodiversitatea. Momentul dispariției este, în general, considerat a fi moartea ultimului individ al speciei, deși capacitatea de reproducere și recuperare s-ar fi putut pierde înainte de acest punct. Deoarece potențialul ariei biogeografice al unei specii poate fi foarte mare, determinarea acestui moment este dificil de făcut, și de obicei are loc retrospectiv. Această dificultate conduce la fenomene cum ar fi taxonul Lazarus, unde o specie presupusă dispărută „reapare” brusc (de obicei în registrul fosilelor) după o perioadă de absență aparentă.
Se estimează că mai mult de 99% din toate speciile, care se ridică la peste cinci miliarde de specii, care au trăit vreodată pe Pământ au dispărut.